# Earl Boen
Earl Boen (født 8. august 1941 - død 5. januar 2023) var en amerikansk skuespiller og tegnefilmsdubber.
Han var bedst kendt for sin rolle som dr. Peter Silberman i Terminator-filmene.
Han var også kendt som stemmen bag Red Skull og The Beyonder i Spider-Man: The Animated Series, og Simon Stagg i Justice League.

## Eksterne links
- Wikimedia Commons har flere filer relateret til Earl Boen
- Earl Boen på Internet Movie Database (engelsk)
- Earl Boen på Scope
- Earl Boen på Svensk Filmdatabas (svensk)
- Earl Boen på AlloCiné (fransk)
- Earl Boen på AllMovie (engelsk)
- Earl Boen på The Movie Database (engelsk)
- Earl Boen på Behind The Voice Actors (engelsk)
- Earl Boen på MobyGames (engelsk)